# Athens County
Athens County er et county i den amerikanske delstat Ohio. Amtet ligger i sydøst i delstaten og grænser op imod  Perry County i nord, Morgan County i nord, Washington County i øst Meigs County i syd Vinton County i vest og mod Hocking County i nordvest. Amtet grænser også op imod delstaten West Virginia i øst.
Athens Countys totale areal er 1.317 km², hvoraf 5 km² er vand. I 2000 havde amtet 62.223 indbyggere.
Amtets administration ligger i byen Athens.
Amtet blev grundlagt i 1804 og er opkaldt efter byen Athen i Grækenland. 

## Demografi
Ifølge folketællingen fra 2000 boede der 62,223  personer i amtet. Der var 22,501 husstande med 12,713  familier. Befolkningstætheden var 47 personer pr. km². Befolkningens etniske sammensætning var som følger: 93.48% hvide, 2.39% afroamerikaner, 0.28% indianer, 1.90% asiatisk oprindelse,  0.02% stillehavsørene, 0.36% anden oprindelse og 1.56% fra to eller flere grupper.
Der var 22,501 husstande, hvoraf 26.40% havde børn under 18 år boende. 43.50% var ægtepar, som boede sammen, 9.20% havde en enlig kvindelig husejer som beboer, og 43.50% var ikke-familier. 28.30% af alle husstande bestod af individer, og i 8.30% var der en beboer, som boede alene og var 65 år eller ældre.
Gennemsnitsindkomsten for en hustand var $27,322 årligt, mens gennemsnitsindkomsten for en familie var på $39,785 årligt.